# Sesioplex punctulatus
Sesioplex punctulatus är en stekelart som beskrevs av Horstmann 1978. Sesioplex punctulatus ingår i släktet Sesioplex och familjen brokparasitsteklar. Inga underarter finns listade i Catalogue of Life.